# Isle of Palms
Isle of Palms és una població dels Estats Units a l'estat de Carolina del Sud. Segons el cens del 2000 tenia 4.583 habitants.

## Demografia
Segons el cens del 2000, Isle of Palms tenia 4.583 habitants, 1.942 habitatges i 1.382 famílies. La densitat de població era de 395,9 habitants/km².
Dels 1.942 habitatges en un 25% hi vivien nens de menys de 18 anys, en un 62,4% hi vivien parelles casades, en un 6,4% dones solteres, i en un 28,8% no eren unitats familiars. En el 20,9% dels habitatges hi vivien persones soles el 7,5% de les quals corresponia a persones de 65 anys o més que vivien soles. El nombre mitjà de persones vivint en cada habitatge era de 2,36 i el nombre mitjà de persones que vivien en cada família era de 2,72.
Per edats la població es repartia de la següent manera: un 19% tenia menys de 18 anys, un 5,3% entre 18 i 24, un 25,8% entre 25 i 44, un 34,7% de 45 a 60 i un 15,2% 65 anys o més.
L'edat mediana era de 45 anys. Per cada 100 dones de 18 o més anys hi havia 98,2 homes.
La renda mediana per habitatge era de 76.170$ i la renda mediana per família de 88.874$. Els homes tenien una renda mediana de 60.640$ mentre que les dones 37.500$. La renda per capita de la població era de 44.221$. Entorn de l'1,7% de les famílies i el 3,4% de la població estaven per davall del llindar de pobresa.

## Poblacions més properes
El següent diagrama mostra les poblacions més properes.